# 伊戈爾·澤連斯基
伊戈爾·阿納托利耶維奇·澤連斯基（羅馬化：Igor Anatolyevich Zelensky；1969年7月13日—），俄羅斯芭蕾舞蹈員。

## 簡歷
伊戈爾·澤連斯基曾在紐約市芭蕾舞團擔任了5年校長。他也是普京的女婿。